# Anatol Mikułko

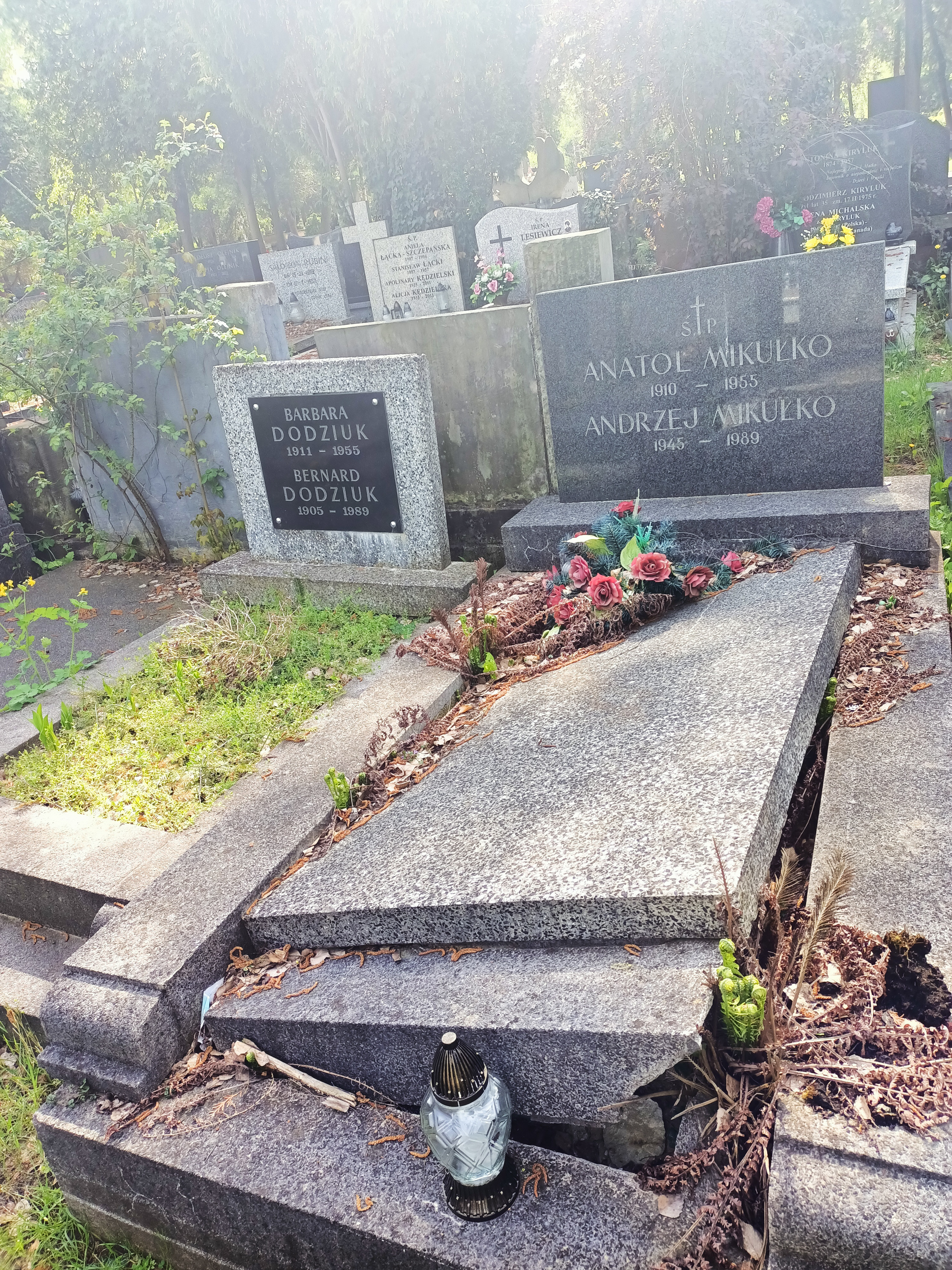
Grób Anatola Mikułko na Cmentarzu Wojskowym na Powązkach

Anatol Mikułko (ur. 25 maja 1910 w Starojelni, zm. 4 grudnia 1955 w Otwocku) – polski lekarz, dziennikarz, poeta.

## Życiorys
Urodzony w 1910. Pochodził z rodziny chłopskiej z okolic Nowogródka. Z wykształcenia był lekarzem ginekologiem. Przed wojną związany był z wileńskim środowiskiem literackim i grupą Smugi a później Žagary; był redaktorem czasopisma grupy o tej samej nazwie. Był też członkiem komitetu redakcyjnego przedwojennego czasopisma „Po prostu” i lewicowego dwutygodnika „Karta". W czasie wojny pisał dla komunistycznych „Prawdy Wileńskiej” i „Nowych Widnokręgów”, publikując głównie teksty literacko-poetyczne. Wstąpił do Ludowego Wojska Polskiego, gdzie został oficerem polityczno-wychowaczym w randze kapitana. Od 1944 zaczął publikować teksty dziennikarskie, początkowo w "Rzeczypospolitej". Pierwszy redaktor naczelny "Dziennika Bałtyckiego" (od 12 V 1945 do 17 V 1945). Później został redaktorem naczelnym "Dziennika Łódzkiego" (1945–1950). Zmarł w 1955.
Pochowany na cmentarzu wojskowym na Powązkach w Warszawie (Kwatera: B 2, Rząd: 9, Grób: 16).

## Źródła
1. ↑  Anatol Mikułko (ID: psb.18291.1) [online].
2. 1 2  Liliana Narkowicz, Tyszkiewiczowie z Waki, Wydawn. "DiG", 2010, s. 385, ISBN 978-83-7181-661-1 [dostęp 2022-02-10] (pol.).
3. 1 2 3 4 5  Kwartalnik historii prasy polskiej, Zakład Narodowy im. Ossolińskich, 1991, s. 24 [dostęp 2022-02-10] (pol.).
4. ↑  Tadeusz Bujnicki, Krzysztof Biedrzycki, Poezja i poeci w Wilnie lat 1920-1940: studia, TAiWPN Universitas, 2003, s. 225, ISBN 978-83-242-0077-1 [dostęp 2022-02-10] (pol.).
5. ↑  Lesław M. Bartelski, Termopile literackie: Polska 1939-1945, Instytut Wydawniczy Pax, 2002, s. 300, ISBN 978-83-211-1635-8 [dostęp 2022-02-10] (pol.).
6. ↑  Anna Szawerna-Dyrszka, Wileńskie pismo „Comoedia” – jeszcze jedno ogniwo awangardy, 2018, DOI: 10.15584/tik.2018.21, ISSN 2299-8365 [dostęp 2022-02-10]. Brak numerów stron w książce
7. ↑  Tadeusz Kłak, Materiały do dziejów awangardy, Zakład Narodowy im. Ossolińskich, 1975, s. 205 [dostęp 2022-02-10] (pol.).
8. 1 2 3 4  Dorota Ceglarska. "ZAŁOŻYCIELE I REDAKTORZY NACZELNI DZIENNIKÓW „CZYTELNIKÓWSKICH”." Kwartalnik Historii Prasy Polskiej 30: 1.
9. ↑  Wyszukiwarka cmentarna --- Warszawskie cmentarze [online], www.cmentarzekomunalne.com.pl [dostęp 2023-12-04].